# Кнауэр, Анна
Анна Кнауэр (нем. Anna Knauer; род. 20 февраля 1995, Айхштетт) — немецкая велогонщица, выступает за сборную Германии в различных дисциплинах как на треке, так и на шоссе. Трёхкратный призёр чемпионатов Европы.

## Победы
На чемпионате Европы по трековым велогонкам в 2014 году Анна завоевала бронзовую медаль в омниуме.
На чемпионате Европы по трековым велогонкам в Глазго в 2018 году в гонке на выбывание Анна завоевала серебряную медаль.